# Narcyza Żmichowska
Narcyza Kazimiera Józefa Żmichowska, poljska pisateljica, pesnica in pedagoginja, * 4. marec 1815, Nowe Miasto ob reki Pilica, Poljska, † 25. december 1876, Varšava.

## Življenjepis

### Zgodnje življenje in izobrazba
Rojena je bila kot deseti otrok obubožanega plemiča Jana Żmichowskega, ki se je boril v Kościuszkovi vstaji, in matere Wiktorie Kiedrzyńske, ki je umrla kmalu po njenem rojstvu zaradi zapletov pri porodu. Ena izmed posledic omenjene vstaje je bila prisilna emigracija moških, zaradi česar je bila Narcyza prisiljena zgodaj opustiti šolanje ter si priskrbeti delo. Skupaj z ostalimi pisatelji, ki jih je prizadela podobna usoda, je izoblikovala nov sloj intelektualcev, imenovanih »intelligentsia«. Nikoli se ni poročila ali imela otrok, zelo pa je vzljubila svoje učence. 
Pri sedmih letih je začela obiskovati dekliško šolo v Varšavi, kasneje pa se je izobraževala v vladnem inštitutu za izobraževanje deklet. Tam je pedagoško delo postalo njeno poslanstvo, a je v svojem pedagoškem načinu nasprotovala eni izmed učiteljic na inštitutu, Klementyni Hoffmanovi, saj je na vlogo ženske v družini in državi imela popolnoma drugačen pogled.

### Emigracija v Pariz
V 30. letih 19. stoletja je odpotavala v Pariz, kjer se je ponovno srečala z bratom. Kot ena izmed prvih žensk je postala članica francoske akademije, brala je takratne sodobne filozofe in pisatelje, zanimal pa jo je tudi moderni evropski izobraževalni sistem J. H. Pestalozzija in F. Fröbela. Zaradi svoje razgledanosti in tekočega znanja francoskega jezika je postala priljubljena učiteljica na poljskih dvorih.
A ni pustila, da bi jo poklic učiteljice omejeval, saj je aktivno delila brošure in knjige, prepovedane s strani Kongresne Poljske. 

### Vrnitev na Poljsko
V 40. letih 19. stoletja je živela v Varšavi, kjer je bila osrednja figura skupine sufražetk s svojimi študentkami, leta preden se je ta feministični izraz sploh uveljavil. Leta 1844 si je želela z aktivisti odpreti moderno šolo za dekleta v Poznanju. Poskus je bil neuspešen in njene učne ideje so bile implementirane v učni sistem šele v 20. stoletju, kar je po vsej verjetnosti njena najpomembnejša zapuščina.
Skupina z Narcyzo Żmichowsko na čelu je stala tudi na strani demokratov v času pomladi narodov. Zaradi tega političnega delovanja je bila med letoma 1849 in 1852 zaprta v Lublinu ter obsojena na še tri leta hišnega pripora, kar jo je prisililo zaključiti politično delovanje. 
Leta 1864 je pričela izvajati lastne pedagoške tečaje, v katere je implementirala pozitivistične ideje.
Zaradi spodletele vstaje v Krakovu in zadušljivega učinka rusifikacije na izobraževalni sistem jo je popadel obup in odločila se je zapustiti Varšavo – odšla je k sestri na podeželje ter si do svoje smrti psihično ni opomogla. 

## Dela
- Poganka (powieść romantyczna; I wydanie 1846) – roman
- Książka pamiątek (powieść na styku romantyzmu z pozytywizmem; 1847-48 [rozdz. I-XII] i 1885 [rozdz. XIII-XIV], I wyd. książkowe 1861) – roman
- Dwoiste życie – roman
- Czy to powieść? – roman
- Ścieżki przez życie – memoar
- Biała róża (powieść) – roman
- Wolne chwile Gabryelli – roman
- Wykład nauk przeznaczonych do pomocy w domowym wychowaniu panien – predavanje
- Pewność (wiersz) – pesem
- Prządki. Powieść ze wspomnień dziecinnego wieku – roman
- O Pawle Edmundzie Strzeleckim – biografija